# Hajdú-Bihar
Hajdú-Bihar er en af de 19 provinser i Ungarn. Provinsen har et areal på 6.211 kvadratkilometer, og et indbyggertal (pr. 2001) på ca. 545.000. 
Hajdú-Bihars hovedstad er Debrecen, der også er provinsens største by.
- Wikimedia Commons har flere filer relateret til Hajdú-Bihar

47°25′N 21°30′Ø / 47.42°N 21.5°Ø